# For the Sunday Edition
For the Sunday Edition è un cortometraggio muto del 1910. Il nome del regista non viene riportato nel film che, prodotto dalla IMP e distribuito dalla Motion Picture Distributors and Sales Company, era interpretato da Isabel Rea.

## Produzione
Il film fu prodotto dall'Independent Moving Pictures Co. of America (IMP)

## Distribuzione
Il film - un cortometraggio in una bobina - uscì nelle sale statunitensi il 25 agosto 1910, distribuito dalla Motion Picture Distributors and Sales Company.